# Aleksey Arkhipovich Leonov
Aleksey Arkhipovich Leonov (tiếng Nga: Алексе́й Архи́пович Лео́нов; 30 tháng 5 năm 1934 tại làng Listvjanka, huyện Tisulskiy, tỉnh Kemerovo - 11 tháng 10 năm 2019) là một phi hành gia người Nga.
Vào ngày 18-19 tháng 3 năm 1965, ông là người đầu tiên bước ra ngoài không gian trong 12 phút 9 giây. Aleksei Arkhipovich Leonov, từ Voskhod 2, phóng lên bởi Liên Xô vào 18 tháng 3 năm 1965, đã tiến hành cuộc đi bộ trong vũ trụ đầu tiên. Phi vụ này gần như đã kết thúc với thảm họa; Leonov suýt nữa thì không về lại được tàu vũ trụ và, vì tên lửa đẩy lùi khai hỏa yếu, con tàu đã hạ cánh chệch đi 1.600 km (1.000 dặm) khỏi mục tiêu định trước. Vào thời điểm đó Khrushchyov rời nhiệm sở, và lãnh đạo Liên Xô mới không muốn cố gắng hạ cánh lên Mặt Trăng.

## Những năm đầu đời và thời kỳ phục vụ quân đội
Alexei Leonov sinh ngày 30 tháng 5 năm 1934 tại Listvyanka, vùng (krai) Tây Siberia, Cộng hòa XHCH Xô viết Liên bang Nga. Ông nội của ông bị cưỡng bách phải chuyển tới Siberia vì liên can tới Cách mạng Nga năm 1905. Alexei là con thứ 8 trong số 9 người con còn sống sau sinh của bà Yevdokia (nhũ danh Sotnikova) và ông Arkhip, làm nghề thợ điện và thợ mỏ.
Năm 1936, cha của Alexei bị bắt giữ và bị tuyên bố là "kẻ thù của nhân dân". Leonov viết trong tự truyện: "Ông ấy không đơn độc: nhiều người cũng bị bắt. Đó là một nỗ lực tận tâm của nhà chức trách nhằm loại bỏ bất cứ ai biểu hiện tính độc lập quá cao hay có tính cách mạnh mẽ. Đó là những năm thanh trừng của Stalin. Nhiều người biến mất trong các trại gulag và không bao giờ trở lại nữa."
Gia đình Leonov chuyển tới sống cùng với một người chị đã lập gia đình Kemerovo. Cha của ông đoàn tụ với gia đình ở Kemerovo sau khi được thả, và được nhận một khoản tiền đền bù vì bị ngồi tù oan sai. Leonov dùng tài năng nghệ thuật để kiếm thêm thức ăn cho gia đình. Ông bắt đầu nghề vẽ với những bức tranh vẽ hoa cỏ và về sau vẽ tranh phong cảnh trên toan.
Chính quyền Xô-viết khuyến khích cư dân chuyển tới sinh sống ở Prussia đã nằm dưới quyền kiểm soát của Liên Xô, vì vậy, vào năm 1948 cả gia đình chuyển tới Kaliningrad. Leonov tốt nghiệp trường trung học năm 1953. Ông ghi danh vào Học viện Nghệ thuật ở Riga, Lativa nhưng quyết định không nhập học vì học phí quá cao. Leonov chuyển hướng sang nhập học một trường phi công dự bị Ukraine ở Kremenchug. Ông thực hiện chuyến bay độc lập đầu tiên vào tháng 5 năm 1955. Trong khi vẫn nuôi dưỡng đam mê mỹ thuật bằng cách học thêm ở Riga, Leonov bắt đầu khóa huấn luyện chuyên sâu để trở thành phi công máy bay chiến đấu tại Trường Phi công Không lực cao cấp Chuguev tại Cộng hòa Xã hội chủ nghĩa Xô viết Ukraina.
Vào ngày 30 tháng 10 năm 1957, Leonov tốt nghiệp với bằng danh dự và được phong làm trung úy tại Trung đoàn Không quân nhảy dù số 113, trực thuộc Sư đoàn Không quân Kỹ thuật số 10, Tập đoàn Không quân số 69 đóng tại Kiev. Vào ngày 13 tháng 12 năm 1959, ông kết hôn với Svetlana Pavlovna Dozenko. Hôm sau, ông chuyển tới Đông Đức để nhận nhiệm vụ mới tại Trung đoàn Trinh sát số 294, thuộc Tập đoàn Không quân số 24.

## Tham gia Chương trình Vũ trụ Liên Xô
Leonov một trong 20 phi công Không quân Liên Xô được chọn tham gia nhóm huấn luyện phi hành gia đầu tiên vào năm 1960. Giống như đa số các phi hành gia, Leonov là đảng viên Đảng Cộng sản Liên Xô. Chuyến đi bộ trong không gian của ông ban đầu dự kiến thực hiện trong sứ mệnh Voskhod 1, nhưng đã bị hủy. Thay vào đó, cột mốc lịch sử ấy đã diễn ra trong sứ mệnh Voskhod 2. Ông ra ngoài con tàu vũ trụ trong vòng 12 phút 9 giây vào ngày 18 tháng 3 năm 1965, và vẫn được kết nối với tàu bằng một ống dây dài 4,8 mét.
Cuối chuyến đi bộ trong không gian, bộ đồ bảo hộ của Leonov bị phồng lên trong không gian chân không, khiến cho ông không thể trở vào khoang khóa không khí (airlock) được. Ông bèn mở một van cho phép giảm áp suất của bộ đồ và nhờ thế mới có thể  an toàn trở vào trong khoang tàu. Trong chuyến hành trình, Leonov vẽ một bức phác họa tả cảnh mặt trời mọc trên quỹ đạo, trở thành tác phẩm mỹ thuật đầu tiên được tạo ra trong vũ trụ. Leonov dành 18 tháng huấn luyện không trọng lực để chuẩn bị cho sứ mệnh này.
Năm 1968, Leonov được bổ nhiệm làm chỉ huy của chuyến bay Soyuz 7K-L1 bay quanh Mặt Trăng. Sứ mệnh này đã bị hủy bởi vì mãi chưa đạt được một chuyến bay quanh Mặt Trăng nào thành công (chỉ sau này, Zond 7 và Zond 8 mới thành công) và sứ mệnh Apollo 8 của Hoa Kỳ đã chinh phục được thử thách này trong Cuộc đua chinh phục vũ trụ. Leonov được chọn làm người Liên Xô đầu tiên đặt chân xuống Mặt Trăng, bước ra khỏi con tàu LOK/N1. Dự án này cũng bị hủy bỏ. Leonov được cử làm chỉ huy sứ mệnh Soyuz 1971 để bay tới Salyut 1, trạm vũ trụ có người đồn trú đầu tiên trên thế giới, nhưng đội phi hành đoàn của ông đã bị thay bằng đội dự bị bởi một trong số các thành viên, phi hành gia Valery Kubasov, bị nghi ngờ mắc bệnh lao (thành viên còn lại là Pyotr Kolodin).
Leonov tiếp tục được chọn làm chỉ huy sứ mệnh tiếp theo bay lên Salyut 1, nhưng lại một lần nữa bị hủy bỏ sau thảm kịch của phi hành đoàn Soyuz 11 và trạm vũ trụ này đã không còn. Hai trạm Salyut tiếp theo (thực ra là trạm quân sự Almaz) cũng bị mất lúc phóng hoặc gặp sự cố sau khi phóng, phi hành đoàn của Leonov tiếp tục chờ đợi. Đến khi trạm Salyut 4 tới được quỹ đạo thành công thì Leonov đã bị chuyển sang một dự án khác quan trọng hơn.
Trong chuyến bay vào vũ trụ lần thứ hai của Leonov, ông đảm nhiệm vị trí chỉ huy sứ mệnh Soyuz 19, một sứ mệnh liên hợp Apollo-Soyuz 1975 - đấy là sứ mệnh vũ trụ đầu tiên chứng kiến sự hợp tác giữa Liên Xô và Hoa Kỳ. Trong sứ mệnh này, Leonov đã xây dựng được tình bạn bền lâu với chỉ huy bên phía Hoa Kỳ Thomas P. Stafford, Leonov còn trở thành cha đỡ đầu của con Stafford. Stafford đã đọc điếu văn tại lễ tang Leonov vào tháng 10 năm 2019.
Từ năm 1976 đến 1982, Leonov là chỉ huy của hội phi hành gia ("Phi hành gia trưởng") và là phó giám đốc Trung tâm Huấn luyện Phi hành gia Yuri Gagarin, nơi trông coi việc huấn luyện phi hành gia. Ông cũng là biên tập của tập bản tin dành cho phi hành gia "Sao Hải Vương". Năm 1992, ông nghỉ hưu.